# Quiques

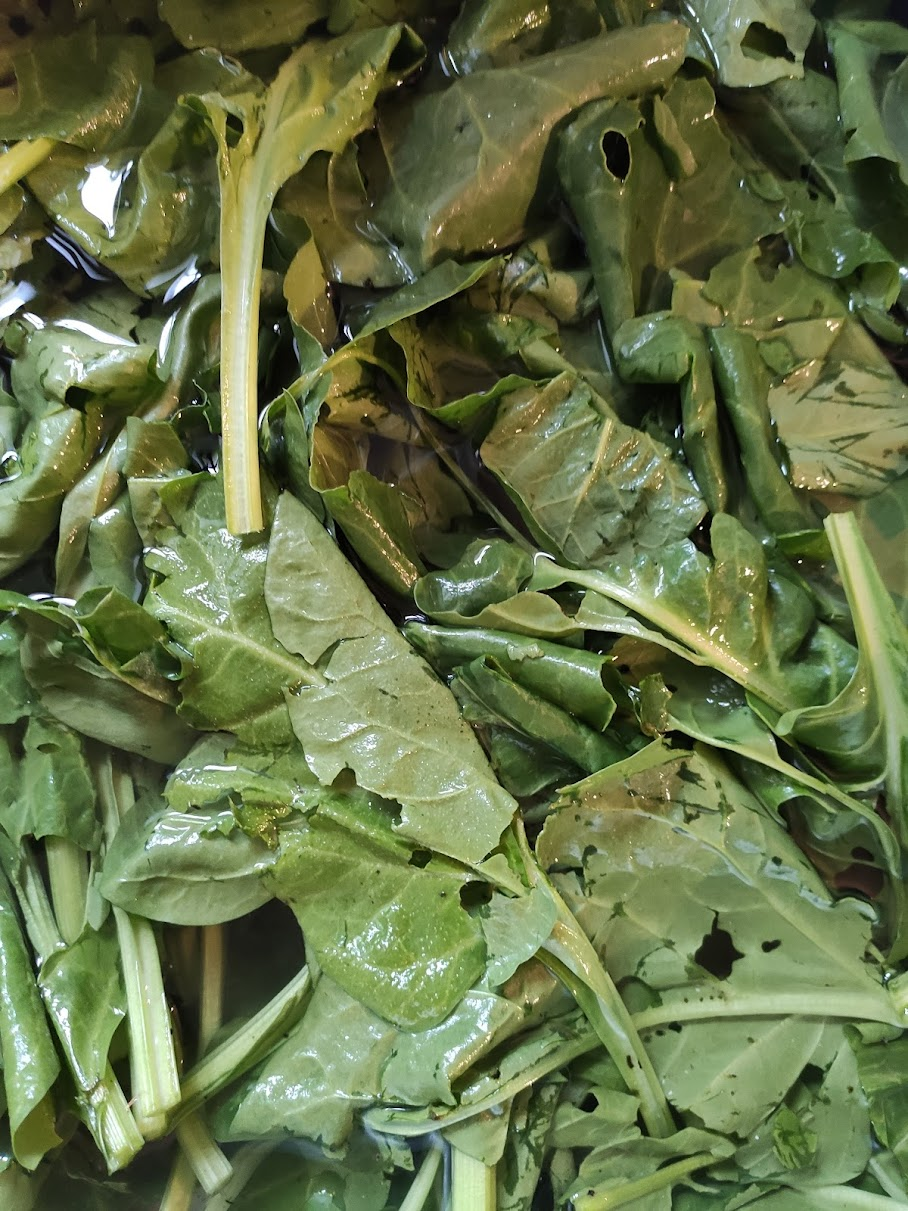
Petites blettes de Breil.

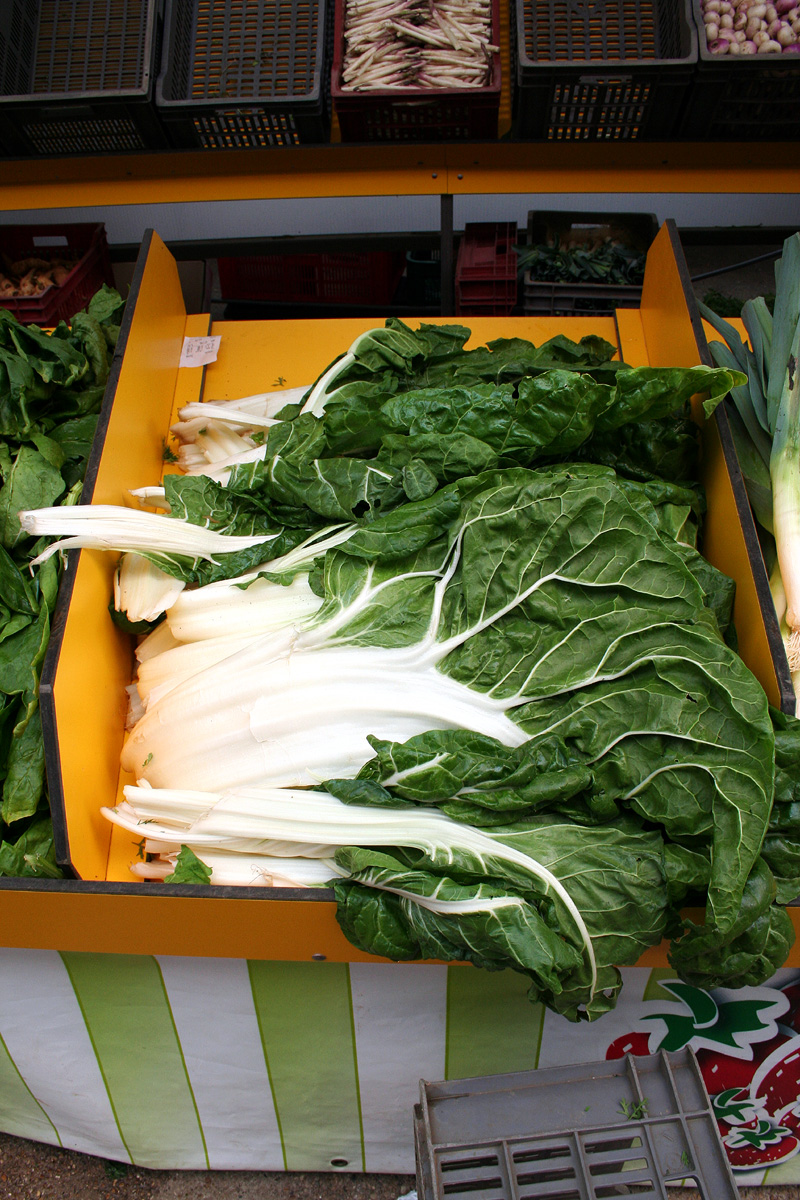
Beta vulgraris, appelées blettes « de Nice » dans la vallée de la Roya.

Les quiques (en royasque : li quicou, les petits morceaux) sont une spécialité culinaire traditionnelle des vallées de la Roya et de la Bevera, aux confins du Comté de Nice, en France.

## Présentation
Les quiques sont des pâtes fraîches vertes de farine de blé aux herbes, se présentant sous forme de losanges ou rectangles aplatis, de quelques centimètres de côtés et d'un à deux millimètres d'épaisseur. Elles se consomment chaudes, accompagnées d’une sauce à la viande (daube) ou à la tomate, et de fromage râpé.

## Environnement culinaire
Les quiques font partie des spécialités culinaires populaires, traditionnelles, locales et typiques de la vallée de la Roya.
Pour les plats salés : les sugelli, les tourtes au courges, pommes de terres, épinards, à la tomate ; les boursouzes ou boursotous (sortes de ravioli frits), les barbagioans (ou barbajuans), etc. La tourte aux blettes et la crichenta (brioche aux raisins), en tant que mets sucré.

## Ingrédients
Farine de blé, œuf, blettes (e erbe en royasque), huile d'olive, sel, eau.
On trouve communément deux types de blettes dans la Roya : la petite, dite « de Breil », est vert clair et « fait de l'herbe ». Elle est très tendre et fragile. La grosse, vert foncé avec de larges côtes, est considérée comme « plutôt niçoise ». Pour les quiques, en règle générale, on préfère les petites.
Dans certaines cuisines, on peut remplacer les blettes par des épinards, ou compléter l'appareil de blettes avec des épinards, de la bourrache, des pointes d'orties, etc.
Enfin, l'usage de faire préalablement bouillir les blettes est considéré comme « pas breillois ».